# 神奈川県私立幼稚園連合会
神奈川県私立幼稚園連合会（かながわけんしりつようちえんれんごうかい）は、神奈川県に所在する私立幼稚園から構成される任意団体である。

## 所在地
- 〒221-0055 神奈川県横浜市神奈川区大野町1-25 横浜ポートサイドプレイス509 アネックス5F

## 加盟園
- 横浜市幼稚園協会
- 川崎市幼稚園協会
- 相模原市幼稚園協会
- 鎌倉私立幼稚園協会
- 逗葉私立幼稚園協会
- 横須賀市私立幼稚園協会
- 藤沢市私立幼稚園協会
- 相和私立幼稚園協会
- 茅ヶ崎市私立幼稚園協会
- 厚木地区私立幼稚園協会
- 湘央地区私立幼稚園協会
- 小田原私立幼稚園協会